# Projekt 21630 Bujan

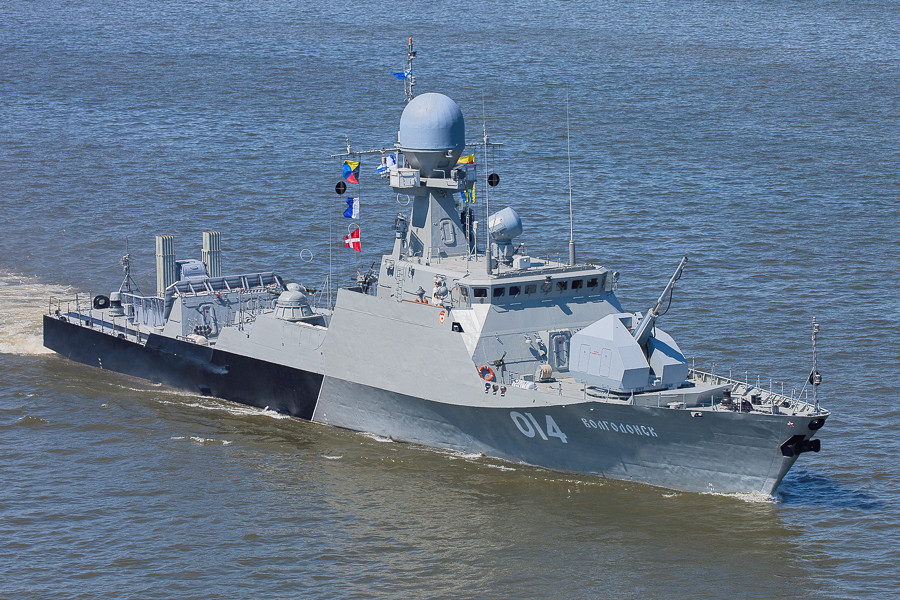
Korvetten Volgodonsk (projekt 21630).

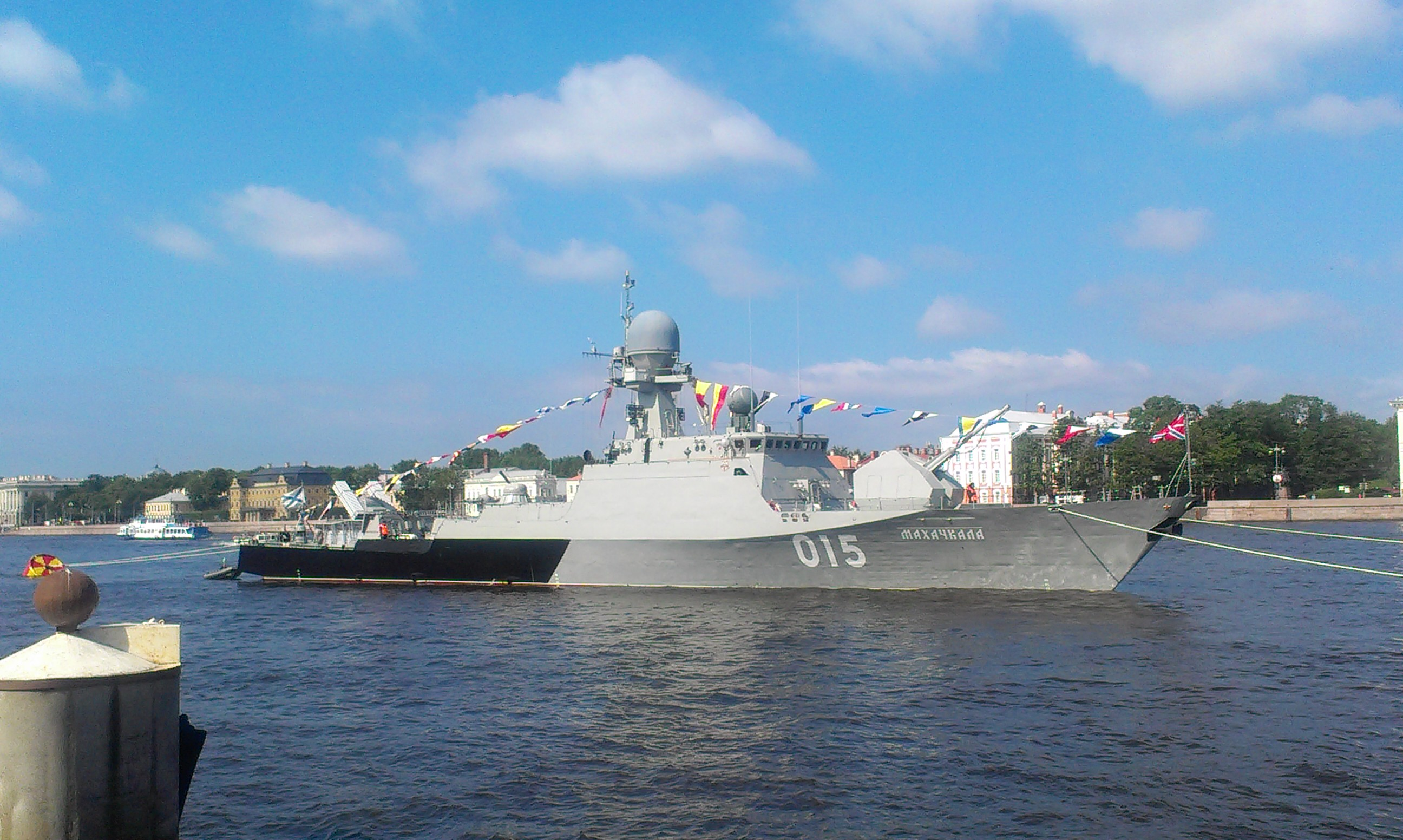
Korvetten Machatjkala (projekt 21630) i Sankt Petersburg.

Projekt 21630 Bujan (ryska: Проекта 21630 «Буян») är en serie signaturanpassade korvetter, så kallade "små missilfartyg" för Rysslands flotta. En större, modifierad version (projekt 21631) för kryssningsrobotar betecknas Bujan-M. En exportversion, projekt 21632, har också utvecklats för bland annat Kazakstan.

## Stationering i Östersjön
Från slutet av december 2022 finns flera av de 2002 sammanlagt tio missilbärande korvetterna av Bujan M-klass i Östersjöflottan. De två första var Serpuchov och Zelenij Dol från ungefär 2016 och den tionde Grad (nr 575), som kom i tjänst 2022 efter fem års byggnation. Ryssland antas komma att bygga ytterligare två korvetter på Zelenodolskvarvet i Zelenodolsk i Tatarstan.
Bujankorvetterna har 3R14 Kalibr-NK-system och kan avfyra 3M14 Kalibr-kryssningsrobotar mot mål på långt avstånd på land, och också överljudsrobotar av typ P-800 Oniks mot fartyg.

## Användning för Rysslands expeditionsstryrka i Syrien
Korvetterna Grad Svijazjsk, Uglitj och Veliki Ustiug samt fregatten Dagestan avfyrade i oktober 2015 från Kaspiska havet kryssningsrobotar av typ 3M14 Birjuza mot mål i Syrien. Missilerna färdades bortemot 1 500 kilometer över Iran och Irak mot mål i Islamiska Staten-kontrollerade områden i ar-Raqqa- och Aleppo-provinserna  samt mot Idlibprovinsen.

## Användning i Rysslands invasion i Ukraina 2022–2023
Fyra Buyan-M-klasskorvetter var i december 2022 placerade i Svartahavsflottan för att avfyra 3M14 Kalibr-kryssningsrobotar mot infrastruktur och byggnader i Ukraina.

## Fartyg
| Namn                  | Varv                          | Köllagd             | Sjösatt             | I tjänst            | Flotta              | Status              |                     |
| Project 21630 Buyan   | Project 21630 Buyan           | Project 21630 Buyan | Project 21630 Buyan | Project 21630 Buyan | Project 21630 Buyan | Project 21630 Buyan | Project 21630 Buyan |
| --------------------- | ----------------------------- | ------------------- | ------------------- | ------------------- | ------------------- | ------------------- | ------------------- |
| Astrachan             | Almazvarvet, Sankt Petersburg | 2004                | 2005                | 1 september 2006    | Kaspiska flottiljen | Aktiv               |                     |
| Volgodonsk            | Almazvarvet, Sankt Petersburg | 2005                | 2011                | 28 december 2011    | Kaspiska flottiljen | Aktiv               |                     |
| Machatjkala           | Almazvarvet, Sankt Petersburg | 2006                | 2012                | 4 december 2012     | Kaspiska flottiljen | Aktiv               |                     |
| Project 21631 Buyan-M |                               |                     |                     |                     |                     |                     |                     |
| Grad Svijazjsk        | Zelenodolskvarvet             | 2010                | 2013                | 27 juli 2014        | Kaspiska flottiljen | Active              |                     |
| Uglitj                | Zelenodolskvarvet             | 2011                | 2013                | 27 juli 2014        | Kaspiska flottiljen | Aktiv               |                     |
| Velikij Ustiug        | Zelenodolskvarvet             | 2011                | 2014                | 19 december 2014    | Kaspiska flottiljen | Aktiv               |                     |
| Zelenij Dol           | Zelenodolskvarvet             | 2012                | 2015                | 12 december 2015    | Östersjöflottan     | Aktiv               |                     |
| Serpuchov             | Zelenodolskvarvet             | 2013                | 2015                | 12 december 2015    | Östersjöflottan     | Aktiv               |                     |
| Vysjnij Volotjok      | Zelenodolskvarvet             | 2013                | 2016                | 1 juni 2018         | Svartahavsflottan   | Aktiv               |                     |
| Orechovo-Zujevo       | Zelenodolskvarvet             | 2014                | 2018                | 10 December 2018    | Svartahavsflottan   | Aktiv               |                     |
| Ingusjetia            | Zelenodolskvarvet             | 2014                | 2019                | 28 december 2019    | Svartahavsflottan   | Aktiv               |                     |
| Grajvoron             | Zelenodolskvarvet             | 2015                | 2020                | 30 januari 2021     | Svartahavsflottan   | Aktiv               |                     |
| Grad                  | Zelenodolskvarvet             | 24 april 2017       | 17 september 2021   | 29 december 2022    | Östersjöflottan     | Aktiv               |                     |
| Naro-Fominsk          | Zelenodolskvarvet             | 23 februari 2018    | 9 december 2022     | 2023?               | Svartahavsflottan   | Sjösatt             |                     |
| Stavropol             | Zelenodolskvarvet             | 12 juli 2018        |                     | 2023                | Svartahavsflottan   | Under byggnation    |                     |